# Mały Kack
Mały Kack (kaszb. Môłi Kack, niem. Klein Katz) – południowa dzielnica Gdyni granicząca z następującymi dzielnicami tego miasta: Witomino, Wzgórze Św. Maksymiliana (od północy), Redłowo, Orłowo (od wschodu) oraz Karwiny i Wielki Kack (obie od zachodu), a od południa także z miastem Sopot.

## Charakterystyka ogólna
Dzielnica została włączona do Gdyni 13 czerwca 1935 roku. Nazwa pochodzi od przepływającej przez nią rzeki Kaczej, tak jak sąsiedniej dzielnicy Wielki Kack. Podczas okupacji Niemcy zmienili nazwę dzielnicy na Kleinkatz.
Zabudowę stanowią głównie domy jednorodzinne. Na terenie Małego Kacku znajdują się m.in. takie obiekty jak:
- stadion miejski, na którym mecze rozgrywają kluby piłkarskie Arka Gdynia.
- rezerwat przyrody Kacze Łęgi, w którym potok Źródło Marii uchodzi do rzeki Kaczej.

## Położenie
Mały Kack rozciąga się wzdłuż doliny rzeki Kaczej oraz na wzgórzach morenowych leżących nieopodal granicy z Sopotem.
Granicę z Witominem oraz Karwinami wyznacza malowniczy odcinek linii kolejowej Gdynia - Kościerzyna. Fragment tej linii znajduje się u podnóża skarpy z której szczytu pada widok na większość Małego Kacku i fragmenty dzielnic sąsiednich.

## Historia

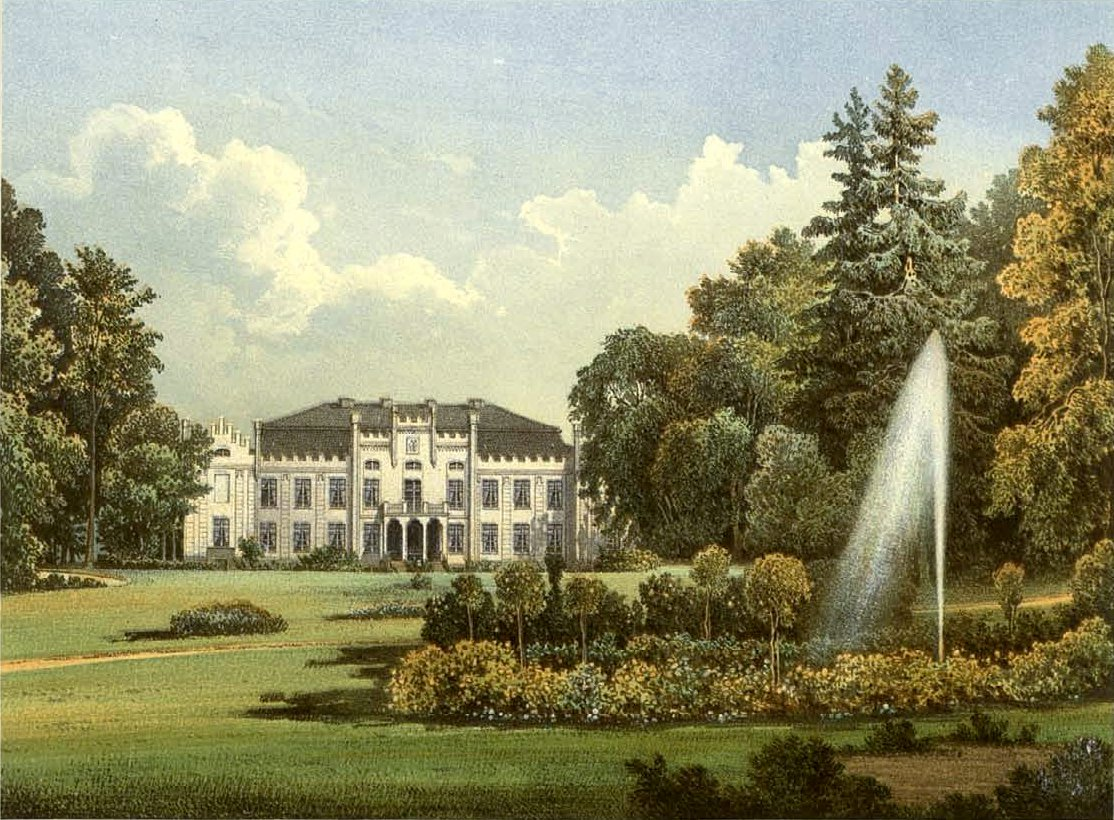
Rittergut Klein Katz um 1860, Sammlung Alexander Duncker

Najstarsze pozostałości osady na terenie Małego Kacka datowane są na lata 550-450 p.n.e. Odnaleziono kolczyki, szczypce i paciorki z brązu oraz żelazną brzytwę. Odkryto cmentarzysko z ciałopalnymi grobami skrzynkowymi i popielnicowymi. Do XIV wieku obszar dzielnicy był własnością władców Pomorza Gdańskiego. Pierwsza wzmianka historyczna o wsi pochodzi z 1342 roku, gdy wielki mistrz zakonu krzyżackiego Ludolf König von Wattzau określił granice opactwa cystersów w Oliwie. Kolejny dokument z tego roku wspomina właściciela wsi – rycerza Piotra z Kacka, sędziego ziemskiego. W 1363 roku otrzymała ona przywilej lokacyjny na prawie magdeburskim od komtura gdańskiego Giselbrechta von Dudelsheima.
W drugiej poł. XIV wieku w Małym Kacku znajdowały się młyny zbożowe, papiernie, cegielnie i największe na Pomorzu Gdańskim skupisko kuźnic żelaza. Na pocz. kolejnego stulecia wieś przeszła w ręce rodziny Ściborowiców ze Sławutowa, którzy odtąd podzielili się na linie sławutowską i kacką. W 1550 roku znaczną część miejscowości zakupił późniejszy burmistrz Gdańska Jerzy Rosenberg, wraz z lasami, łąkami, ogrodami, polami i sadami oraz prawem do łowienia ryb w rzekach. W 1586 roku ufundował on w Małym Kacku kościół protestancki, głównie dla tamtejszych pracowników kuźnic (według niektórych źródeł przeznaczyli oni na ten cel pieniądze zebrane na odbudowę kościoła katolickiego w Wielkim Kacku), obecnie rozbudowany jako katolicki pw. Matki Boskiej Bolesnej. Dokumenty z tego okresu wymieniają wielu właścicieli obiektów na terenie wsi. W jej skład wchodził w owym czasie też dwór, kilkakrotnie przebudowywany, leżący obecnie w granicach dzielnicy Orłowo. Wieś stanowiąca własność miejską, położona była w drugiej połowie XVI wieku w powiecie gdańskim województwa pomorskiego. W XVII w. właścicielem Małego Kacka był gdańszczanin Salomon Heinrich Bartsch, a następnie Georg Arendt, zaś w latach 1710-1730 Valentin Andreas Borckmann. Po nim przeszedł w ręce rodziny Krokowskich z Krokowej, którzy jeszcze bardziej rozwinęli wieś gospodarczo oraz zbudowali obecny pałac w stylu barokowo-rokokowym.
Po rozbiorach Polski główna część Małego Kacka kilkakrotnie zmieniała właścicieli. Wpierw należała do Englikowskiego, od 1824 do rodziny Stobbe, od 1840 do rodziny Waschke, a następnie aż do 1939 roku do rodziny Kühlów, którzy budowali m.in. Dwór Młynarza z 1868 roku, obecnie w granicach Orłowa. W 1859 roku rodzina von Brauchitsch zakończyła przebudowę pałacu. W okresie międzywojennym jego właścicielem był Julius Jewelowski, a następnie Towarzystwo Nauczycieli Szkół Średnich i Wyższych w Warszawie. Do 1945 roku Mały Kack (z Kolibkami) był głównym skupiskiem miejscowej ludności protestanckiej na obszarze dzisiejszej Gdyni. W 1922 roku było ich ok. 300. Na cmentarzu przy kościele luterańskim chowano zmarłych różnych wyznań protestanckich i narodowości. Podczas walk w marcu 1945 kościół ten uległ znacznemu zniszczeniu. W latach 1948–1955 został znacznie rozbudowany jako katolicki. Wraz z napływem ludności przybywającej do budowy Gdyni, Mały Kack wzrósł liczebnie do kilkunastu tysięcy mieszkańców w okresie międzywojennym, w większości katolików. Na ich potrzeby zbudowano i poświęcono w 1933 roku kościół parafialny pw. Chrystusa Króla. W latach 1958–1970 wzniesiono na jego miejscu nową świątynię. W pobliżu kościoła znajduje się najstarsza w tej części obecnej Gdyni szkoła podstawowa, utworzona wkrótce po odzyskaniu niepodległości. W aktualnym podziale miasta na dzielnice znaczna część historycznego Małego Kacka została przyłączona do Orłowa.

## Plany rozwoju
Na granicy z Karwinami, gdzie linia kolejowa nr 201 krzyżuje się z ulicą Wielkopolską, wybudowano stację Gdynia Karwiny, przy której zatrzymują się pociągi PKM.